# Moderna systemet för rangordning av shinto-helgedomar

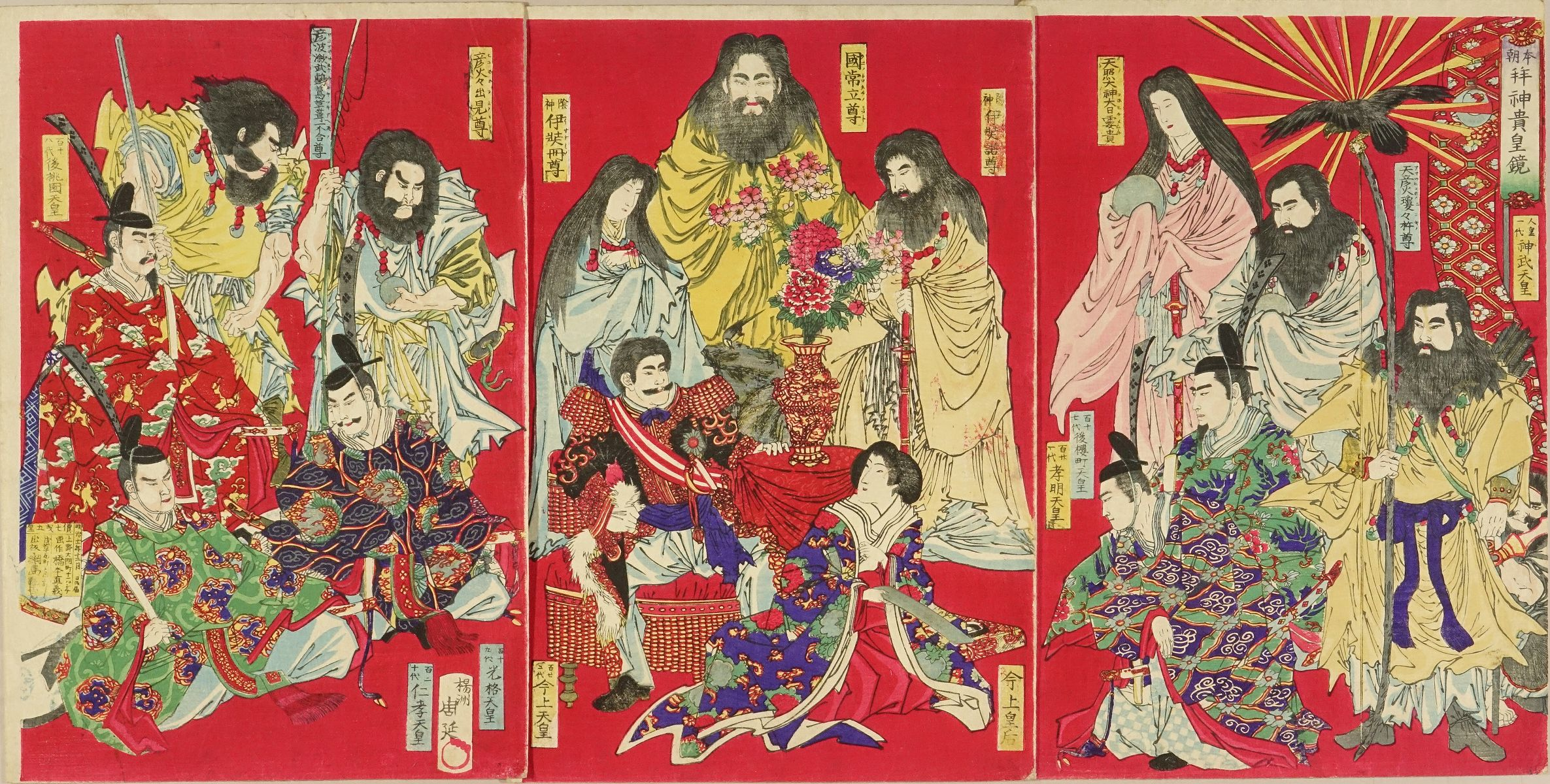
Gravyr av Yōshū Chikanobu (1838–1912) från 1878. Figurerna som representeras i dessa tre paneler är: * Mitt: Främre del. Kejsar Meiji i en västerländsk stol med sin fru, kejsarinnan Shōken, sittande i förgrunden. Det kejserliga paret åtföljs bakom sig och i de flankerande panelerna av en rad shintoistiska kami och historiska figurer från Japans förflutna. Bakre del. De tre kami, Izanami, Kunitokotatchi och Izanagi. * Höger: Främre del. Kejsar Kōmei (sitter i förgrunden), kejsarinnan Go-Sakuramachi (här framställd som en man med ett falskt bockskägg) och kejsar Jimmu (som bär en grov båge med en örn på). Bakre del. De två kami Amaterasu (som står och håller i Japans tre heliga skatter) och Ninigi-no-Mikoto (som först förde de kejserliga regalierna - svärdet, Kusanagi, spegeln, Yata no Kagami och juvelen, Yasakani no Magatama till jorden). * Vänster: Främre del: Kejsar Go-Momozono (klädd i rött), kejsar Kōkaku (klädd i svart) och kejsar Ninkō (klädd i grönt). Bakre del. De två kami Hiko-hohodemi (klädd i vitt) och Ugayafukiaezu (klädd i gult).

Det moderna systemet för rangordning av shinto-helgedomar (近代社格制度, Kindai Shakaku Seido, ibland föreklat till shakaku (社格)) var en organisatorisk aspekt av etableringen av japansk statsshinto. Detta system klassificerade shinto-helgedomar som antingen officiella statshelgedomar eller "andra" helgedomar. De officiella helgedomarna var indelade i
1. Kejserliga helgedomar (kampeisha), som är uppdelade i underkategorierna mindre, medelstora eller stora; och
2. Nationella helgedomar (kokuheisha), som på liknande sätt kategoriseras som mindre, medelstora eller stora.[1]

Vissa helgedomar kallas de "första helgedomarna", eller ichinomiya, och har den högsta rangen i sina respektive provinser i Japan.
Ise-jingū stod över alla andra helgedomar och klassificerades därför inte.

## Historia
På den fjortonde dagen den femte månaden 1871 fastställdes de grundläggande delarna av det moderna helgedomssystemet genom ett dekret från myndigheten Dajō-kan: en hierarkisk rangordning av shintohelgedomar med specificering av graderna av präster som kunde tjänstgöra vid de olika nivåerna av helgedomar. Denna rangordning avskaffades 1946, då ockupationsmaktens shintodirektiv såg det som statsshinto. Jinja Honcho har numera en något annorlunda lista över speciella helgedomar (別表神社, beppyo jinja).

## Kan-sha
Kan-sha (官社) eller "officiella statshelgedomar" hade två underavdelningar, Kanpei-sha eller "statshelgedomar" och Kokuhei-sha eller "nationella helgedomar".

### Kanpei-sha
År 1871 blev Kanpei-sha (官幣社) benämningen på de regeringsstödda helgedomar som var närmast förknippade med den kejserliga familjen. Kampeisha var helgedomar vördade av den kejserliga familjen. Kategorin omfattar de helgedomar som är dedikerade till kejsare, kejserliga familjemedlemmar eller förtjänstfulla tjänare av den kejserliga familjen.

#### Kejserliga helgedomar, 1:a rang
67 helgedomar tillhörde den högsta rangen av kejserliga helgedomar, eller Kanpei-taisha (官幣大社).
| namn                        | plats                  | anteckningar |
| --------------------------- | ---------------------- | --- |
| Kamo-wakeikazuchi-jinja     | Kita-ku, Kyoto         | en av de Tjugotvå Helgedomarna; Wake-ikazuchi-no-kami; ichinomiya i Yamashiro-provinsen                                |
| Kamo-mioya-jinja            | Sakyō-ku, Kyoto        | en av de Tjugotvå Helgedomarna; Tamayori-hime-no-mikoto; Kamo Taeketsunumi-no-mikoto; ichinomiya i Yamashiro-provinsen |
| Iwashimizu-hachimangū       | Yawata, Kyoto          | en av de Tjugotvå Helgedomarna; Homuda-wakeno-mikoto (Kejsar Ōjin); Okinaga-tarashi-hime-no-mikoto (Kejsarinnan Jingū) |
| Matsunoo-taisha             | Ukyō-ku, Kyoto         | en av de Tjugotvå Helgedomarna; Oyamagui-no-mikoto; Nakatsushima-hime-no-mikoto                                        |
| Hirano-jinja                | Kita-ku, Kyoto         | en av de Tjugotvå Helgedomarna; Imaki-no-kami, Kudo-no-kami; Furuaki-no-kami, Hime-kami                                |
| Fushimi Inari-taisha        | Fushimi-ku, Kyoto      | en av de Tjugotvå Helgedomarna                                                                                         |
| Ōmiwa-jinja                 | Sakurai, Nara          | en av de Tjugotvå Helgedomarna; ichinomiya i Yamato-provinsen                                                          |
| Ōyamato-jinja               | Tenri, Nara            | en av de Tjugotvå Helgedomarna                                                                                         |
| Isonokami-jingū             | Tenri, Nara            | en av de Tjugotvå Helgedomarna                                                                                         |
| Kasuga-taisha               | Nara, Nara             | en av de Tjugotvå Helgedomarna                                                                                         |
| Hirose-taisha               | Kawai, Nara            | en av de Tjugotvå Helgedomarna                                                                                         |
| Tatsuta-taisha              | Sangō, Nara            | en av de Tjugotvå Helgedomarna                                                                                         |
| Nibu-kawakami-jinja         | Higashiyoshino, Nara   | en av de Tjugotvå Helgedomarna                                                                                         |
| Hiraoka -jinja              | Higashiosaka, Osaka    | ichinomiya i Kawachi-provinsen                                                                                         |
| Ōtori-taisha                | Sakai, Osaka           | ichinomiya i Izumi-provinsen                                                                                           |
| Sumiyoshi-taisha            | Sumiyoshi-ku, Osaka    | en av de Tjugotvå Helgedomarna; ichinomiya i Settsu-provinsen                                                          |
| Ikukunitama-jinja           | Tennōji-ku, Osaka      | |
| Hirota-jinja                | Nishinomiya, Hyōgo     | en av de Tjugotvå Helgedomarna                                                                                         |
| Hikawa -jinja               | Saitama, Saitama       | ichinomiya i Musashi-provinsen                                                                                         |
| Awa-jinja                   | Tateyama, Chiba        | ichinomiya i Awa-provinsen                                                                                             |
| Katori-jingū                | Katori, Chiba          | ichinomiya i Shimōsa-provinsen                                                                                         |
| Kashima-jingū               | Kashima, Ibaraki       | ichinomiya i Hitachi-provinsen                                                                                         |
| Mishima-taisha              | Mishima, Shizuoka      | ichinomiya i Izu-provinsen                                                                                             |
| Atsuta-jingū                | Atsuta-ku, Nagoya      | |
| Hinokuma-jingū              | Wakayama, Wakayama     | ichinomiya i Kii-provinsen                                                                                             |
| Kunikakasu-jingū            | Wakayama, Wakayama     | ichinomiya i Kii-provinsen                                                                                             |
| Izumo-taisha                | Izumo, Shimane         | ichinomiya i Izumo-provinsen                                                                                           |
| Usa-jingū                   | Usa, Ōita              | ichinomiya i Buzen-provinsen                                                                                           |
| Izanagi-jingū               | Awaji, Hyōgo           | ichinomiya i Awaji-provinsen                                                                                           |
| Kashii-gū                   | Higashi-ku, Fukuoka    | |
| Miyazaki-jingū              | Miyazaki, Miyazaki     | |
| Kashihara-jinjū             | Kashihara, Nara        | |
| Heian-jingū                 | Sakyō-ku, Kyoto        | |
| Kehi-jingū                  | Tsuruga, Fukui         | ichinomiya i Echizen-provinsen                                                                                         |
| Kagoshima-jingū             | Kirishima, Kagoshima   | ichinomiya i Ōsumi-provinsen                                                                                           |
| Udo-jingū                   | Nichinan, Miyazaki     | |
| Asama-jinja                 | Fujinomiya, Shizuoka   | Konohana-sakuya-hime-no-mitoko                                                                                         |
| Takebe-jinja                | Ōtsu, Shiga            | Yamato-takeru-no-mitoko; ichinomiya i Ōmi-provinsen                                                                    |
| Hokkaidō-jingū              | Sapporo, Hokkaidō      | ichinomiya i Ezo-provinsen                                                                                             |
| Munakata-taisha             | Munakata, Fukuoka      | |
| Yoshino-jingū               | Yoshino, Nara          | |
| Taiwan-jingū                | Taipei, Taiwan         | finns ej längre |
| Karafuto-jinja              | Toyohara, Karafuto     | finns ej längre |
| Yasaka-jinja                | Higashiyama-ku, Kyoto  | en av de Tjugotvå Helgedomarna                                                                                         |
| Itsukushima-jinja           | Hatsukaichi, Hiroshima | ichinomiya i Aki-provinsen                                                                                             |
| Hie-jinja                   | Chiyoda, Tokyo         | Oyamagui-no-kami |
| Suwa-taisha                 | Suwa, Nagano           | ichinomiya i Shinano-provinsen                                                                                         |
| Kamayama-jinja              | Wakayama, Wakayama     | |
| Hakozaki-gū                 | Higashi-ku, Fukuoka    | ichinomiya i Chikuzen-provinsen                                                                                        |
| Aso-jinja                   | Aso, Kumamoto          | ichinomiya i Higo-provinsen                                                                                            |
| Taga-taisha                 | Taga, Shiga            | |
| Kirishima-jingū             | Kirishima, Kagoshima   | |
| Chōsen-jingū                | Seoul, Korea           | finns ej längre |
| Omi-jingū                   | Ōtsu, Shiga            | |
| Gassan-jinja                | Tsuruoka, Yamagata     | en av Dewa Sanzan |
| Meiji jingū                 | Shibuya, Tokyo         | |
| Fujisan Hongū Sengen-taisha | Fujinomiya, Shizuoka   | ichinomiya i Suruga-provinsen                                                                                          |
| Hiyoshi-taisha              | Ōtsu, Shiga            | en av de Tjugotvå Helgedomarna                                                                                         |
| Takebe-taisha               | Ōtsu, Shiga            | ichinomiya i Ōmi-provinsen                                                                                             |
| Kumano Hongū-taisha         | Tanabe, Wakayama       | |
| Kumano Hayatama-taisha      | Shingū, Wakayama       | |
| Niutsuhime-jinja            | Katsuragi, Wakayama    | |
| Fuyo-jinja                  | Buyeo-gun, Korea       | finns ej längre |
| Kantō-jingū                 | Ryōjun, Kwantung       | finns ej längre |
| Nan'yō-jinja                | Koror, Palau           | Amaterasu Ōmikami. heliga reliker och kami evakuerades med ubåt 1944                                                   |

#### Kejserliga helgedomar, 2:a rang
23 helgedomar tillhörde mellan-rangen av kejserliga helgedomar eller Kanpei-chūsha (官幣中社).
| namn                            | plats                   | anteckningar |
| ------------------------------- | ----------------------- | --- |
| Shiramine-jingū                 | Kamigyō-ku, Kyoto       | Kejsar Junnin; obs, upphöjd till kanpei-taisha år 1940                                                              |
| Akama-jingū                     | Shimonoseki, Yamaguchi  | Kejsar Antoku; obs, upphöjd till kanpei-taisha år 1940                                                              |
| Minase-jinja                    | Shimamoto, Osaka        | Kejsar Go-Toba, Kejsar Tsuchimikado och Kejsar Juntoku; obs, upphöjd till kanpei-taisha år 1940                     |
| Kamakura-gū                     | Kamakura, Kanagawa      | Morinaga-shinnō |
| Iinoya-gū                       | Hamana-ku, Hamamatsu    | Munenaga-shinnō |
| Yatsushiro-no-miya              | Yatsushiro, Kumamoto    | Kanenaga-shinnō, Nganari-shinnō                                                                                     |
| Umenomiya-jinja.                | Ukyō-ku, Kyoto          | Sakatoke-no-kami, Ōwakako-no-kami, Satatokeko-no-kami                                                               |
| Kifune-jinja.                   | Sakyō-ku, Kyoto         | Kuraokami-no-kami                                                                                                   |
| Ōharano-jinja.                  | Nishikyō-ku, Kyoto      | Take-mikazuchi-no-mitoko, Iwainushi-no-mitoko, Hime-kami                                                            |
| Yoshida-jinja.                  | Sakyō-ku, Kyoto         | Take-mikazuchi-no-mitoko, Iwainushi-no-mitoko, Hime-kami                                                            |
| Kitano Tenmangū.                | Kamigyō-ku, Kyoto       | Sugawara no Michizane                                                                                               |
| Tsukiyomi-jinja.                | Unzen                   | Tsukiomi-no-mitoko                                                                                                  |
| Kanasana-jinja.                 | Kamikawa, Saitama       | Amaterasu Ōmikami, Susanoo-no-mikoto                                                                                |
| Ikasuri-jinja                   | Chūō-ku, Osaka          | ichinomiya i Settsu-provinsen                                                                                       |
| Hikosan-jingū                   | Soeda, Fukuoka          | |
| Yatsushiro-gū                   | Yatsushiro, Kumamoto    | |
| Kanegasaki-gū                   | Tsuruga, Fukui          | Takanaga Shinnō, Tsunenaga shinnō                                                                                   |
| Dazaifu Tenmangū.               | Dazaifu, Fukuoka        | Sugawara no Michizane                                                                                               |
| Ikuta-jinja                     | Chūō-ku, Kobe           | Waka-hirume-no-mikoto                                                                                               |
| Nagata-jinja.                   | Nagata-ku, Kobe         | Kotohshironushi-no-mikoto                                                                                           |
| Watatsumi-jinja (Tarumi-jinja). | Tarumi-ku, Kobe, Harima | Waka-hirume-no-mikoto                                                                                               |
| Ehikoyama-jinja.                | Hikozan, Buzen          | Ame no Oshihone-no-mikoto (Ame-n-oshiho-mimi-no-mitoko)                                                             |
| Sumiyoshi-jinja                 | Shimonoseki, Yamaguchi  | Solgudinnan Tsuki-sasaki-itsu no mitama-amasakaru-muka-tsu-hime-no-mitokos aramitama; ichinomiya i Nagato-provinsen |
| Kibitsu-jinja                   | Okayama, Okayama        | Ōkibitsu-hiko-no-mikoto, son till Kejsar Korei; ichinomiya i Bitchū-provinsen                                       |
| Kumano Nachi-taisha             | Nachikatsuura, Wakayama | Ketsumiko, Kumano Hayatama-no-kami, Kumano Fusumi-no-kami                                                           |
| Itakeso-jinja                   | Wakayama, Wakayama      | Ōya-hiko-no-mikoto                                                                                                  |
| Mikami-jinja                    | Yasu, Shiga             | Ame-no-mikage-no-mikoto                                                                                             |
| Tainan-jinja.                   | Tainan, Taiwan          | finns ej längre; Prins Kitashirakawa Yoshihisa-no-mikoto                                                            |

#### Kejserliga helgedomar, 3:e rang
Fem helgedomar tillhörde den lägsta rangen bland de kejserliga helgedomarna eller Kanpei-shōsha (官幣小社).
| namn             | plats               | anteckningar                                                                                              |
| ---------------- | ------------------- | --- |
| Ōkunitama-jinja. | Fuchū, Tokyo        | Musashi no Ōkuni-tama-no-kami                                                                             |
| Shigaumi-jinja.  | Higashi-ku, Fukuoka | Uwatsutsunoo-no-mikoto, Kakatsutsunoo-no-mitoko, Sokotsutsunoo-no-mikoto                                  |
| Sumiyoshi-jinja. | Hakata-ku, Fukuoka  | Uwatsutsunoo-no-mikoto, Kakatsutsunoo-no-mitoko, Sokotsutsunoo-no-mikoto; ichinomiya i Chikuzen-provinsen |
| Kamado-jinja.    | Dazaifu, Fukuoka    | Tamayori-hime                                                                                             |
| Naminoue-jinja.  | Naha, Okinawa       | Hayatama-no-o, Izanami, Kotosaka-no-o-no-mikoto; ichinomiya i Ryūkyū                                      |

#### Andra kejserliga helgedomar
Förutom de officiellt rankade kejserliga helgedomarna skapades vid ett senare tillfälle kategorin Bekkaku kanpeisha (別格官幣社), speciella helgedomar som föll utanför detta rangordningssystem.

### Kokuhei-sha
Kokuhei-sha (国幣社) var benämningen på regeringsstödda helgedomar med nationell betydelse. Kokuheisha var dedikerade till kami som ansågs vara fördelaktiga för mer lokala områden.

#### Nationella helgedomar, 1:a rang
Sex helgedomar tillhörde den högsta rangen av nationella helgedomar eller Kokuhei Taisha (国幣大社).
| namn                   | plats           | anteckningar                   |
| ---------------------- | --------------- | ------------------------------ |
| Keta-taisha            | Hakui, Ishikawa | ichinomiya i Noto-provinsen    |
| Nangū-taisha           | Tarui, Gifu     | ichinomiya i Mino-provinsen    |
| Tado-taisha            | Kuwana, Mie     |                                |
| Kumano-taisha (Matsue) | Matsue, Shimane | ichinomiya i Izumo-provinsen   |
| Ōyamazumi-jinja        | Imabari, Ehime  | ichinomiya i Iyo-provinsen     |
| Kōra-taisha            | Kurume, Fukuoka | ichinomiya i Chikugo-provinsen |

#### Nationella helgedomar, 2:a rang
47 helgedomar tillhörde mellan-rangen av nationella helgedomar eller Kokuhei Chūsha (国幣中社).
| namn                       | plats                    | anteckningar                      |
| -------------------------- | ------------------------ | --------------------------------- |
| Hakodate-hachimangu        | Hakodate, Hokkaidō       |                                   |
| Shiogama-jinja             | Shiogama, Miyagi         | ichinomiya i Mutsu-provinsen      |
| Chōkaisan Ōmonoimi-jinja   | Yuza, Yamagata           | ichinomiya i Dewa-provinsen       |
| Tsutsukowake-jinja         | Tanagura, Fukushima      | ichinomiya i Mutsu-provinsen      |
| Isasumi-jinja              | Aizumisato, Fukushima    | ichinomiya i Iwashiro-provinsen   |
| Nikkō Futarasan-jinja      | Nikkō, Tochigi           | ichinomiya i Shimotsuke-provinsen |
| Utsunomiya Futarasan-jinja | Utsunomiya, Tochigi      | ichinomiya i Shimotsuke-provinsen |
| Ichinomiya Nukisaki-jinja  | Tomioka, Gunma           | ichinomiya i Kōzuke-provinsen     |
| Ōarai Isozaki-jinja        | Ōarai, Ibaraki           |                                   |
| Sakatsura Isozaki-jinja    | Hitachinaka, Ibaraki     |                                   |
| Tamasaki-jinja             | Ichinomiya, Chiba        | ichinomiya i Kazusa-provinsen     |
| Samukawa-jinja             | Samukawa, Kanagawa       | ichinomiya i Sagami-provinsen     |
| Tsurugaoka-hachimangū      | Kamakura, Kanagawa       |                                   |
| Ichinomiya Asama-jinja     | Fuefuki, Yamanashi       | ichinomiya i Kai-provinsen        |
| Ikushima Tarushima-jinja   | Ueda, Nagano             |                                   |
| Yahiko-jinja               | Yahiko, Niigata          | ichinomiya i Echigo-provinsen     |
| Imizu-jinja                | Takaoka, Toyama          | ichinomiya i Etchū-provinsen      |
| Shirayamahime-jinja        | Hakusan, Ishikawa        | ichinomiya i Kaga-provinsen       |
| Wakasahiko-jinja           | Obama, Fukui             | ichinomiya i Wakasa-provinsen     |
| Masumida-jinja             | Ichinomiya, Aichi        | ichinomiya i Owari-provinsen      |
| Ōagata-jinja               | Inuyama, Aichi           |                                   |
| Aekuni-jinja               | Ueno, Iga                | ichinomiya i Iga-provinsen        |
| Izumo-daijingu             | Kameoka, Kyoto           | ichinomiya i Tanba-provinsen      |
| Komori-jinja               | Miyazu, Kyoto            | ichinomiya i Tango-provinsen      |
| Izushi-jinja               | Toyooka, Hyōgo           | ichinomiya i Tajima-provinsen     |
| Iwa-jinja                  | Shisō, Hyōgo             | ichinomiya i Harima-provinsen     |
| Nakayama-jinja             | Tsuyama, Okayama         | ichinomiya i Mimasaka-provinsen   |
| Ani-jinja                  | Okayama, Okayama         | ichinomiya i Bizen-provinsen      |
| Hayatani-jinja             | Hatsukaichi, Hiroshima   |                                   |
| Ube-jinja                  | Tottori, Tottori         | ichinomiya i Inaba-provinsen      |
| Mizuwakasu-jinja           | Okinoshima, Shimane      | ichinomiya i Oki-provinsen        |
| Miho-jinja                 | Matsue, Shimane          |                                   |
| Tamanooya-jinja            | Hōfu, Yamaguchi          | ichinomiya i Suō-provinsen        |
| Tamura-jinja               | Takamatsu, Kagawa        | ichinomiya i Sanuki-provinsen     |
| Kotohira-gu                | Kotohira, Kagawa         |                                   |
| Isono-jinja                | Saijō, Ehime             |                                   |
| Inbe-jinja                 | Tokushima, Tokushima     |                                   |
| Ōasahiko-jinja             | Naruto, Tokushima        | ichinomiya i Awa-provinsen        |
| Tosa-jinja                 | Kōchi, Kōchi             | ichinomiya i Tosa-provinsen       |
| Sashimuta-jinja            | Ōita, Ōita               | ichinomiya i Bungo-provinsen      |
| Tajima-jinja               | Karatsu, Saga            |                                   |
| Sumiyoshi-jinja            | Iki, Nagasaki            |                                   |
| Watasumi-jinja             | Tsushima, Nagasaki       | ichinomiya i Tsushima-provinsen   |
| Chinzei Taisha Suwa-jinja  | Nagasaki, Nagasaki       |                                   |
| Nitta-jinja                | Satsumasendai, Kagoshima | ichinomiya i Satsuma-provinsen    |

#### Nationella helgedomar, 3:e rang
50 helgedomar tillhörde den lägsta rangen av nationella helgedomar, eller Kokuhei Shōsha (国小社).
| namn                    | plats                  | anteckningar                   |
| ----------------------- | ---------------------- | ------------------------------ |
| Iwakiyama-jinja         | Hirosaki, Aomori       | ichinomiya i Mutsu-provinsen   |
| Koshiō-jinja            | Akita, Akita           |                                |
| Komagata-jinja          | Ōshū, Iwate            | ichinomiya i Rikuchū-provinsen |
| Dewa-jinja              | Tsuruoka, Yamagata     | en av Dewa Sanzan              |
| Yudonosan-jinja         | Tsuruoka, Yamagata     | en av Dewa Sanzan              |
| Chichibu-jinja          | Chichibu, Saitama      |                                |
| Hakone-jinja            | Hakone, Kanagawa       |                                |
| Oguni-jinja             | Mori, Shizuoka         | ichinomiya i Tōtōmi-provinsen  |
| Shizuoka Sengen-jinja   | Aoi-ku, Shizuoka       |                                |
| Izusan-jinja            | Atami, Shizuoka        |                                |
| Togakushi-jinja         | Nagano, Nagano         |                                |
| Hotaka-jinja            | Azumino, Nagano        |                                |
| Watatsu-jinja           | Sado, Niigata          | ichinomiya i Sado-provinsen    |
| Takase-jinja            | Nanto, Toyama          | ichinomiya i Etchū-provinsen   |
| Oyama-jinja             | Tateyama, Toyama       | ichinomiya i Etchū-provinsen   |
| Sugōisobe-jinja         | Kaga, Ishikawa         |                                |
| Tsurugi-jinja           | Echizen, Fukui         |                                |
| Minashi-jinja           | Takayama, Gifu         | ichinomiya i Hida-provinsen    |
| Inaba-jinja             | Gifu, Gifu             |                                |
| Toga-jinja              | Toyokawa, Aichi        | ichinomiya i Mikawa-provinsen  |
| Tsushima-jinja          | Tsushima, Aichi        |                                |
| Owari Ōkunitama-jinja   | Inazawa, Aichi         |                                |
| Kibitsuhiko-jinja       | Okayama, Okayama       | ichinomiya i Bizen-provinsen   |
| Kibitsu-jinja           | Fukuyama, Hiroshima    | ichinomiya i Bingo-provinsen   |
| Nunakuma-jinja          | Fukuyama, Hiroshima    |                                |
| Ōgamiyama-jinja         | Yonago, Tottori        |                                |
| Shitori-jinja           | Yurihama, Tottori      | ichinomiya i Hōki-provinsen    |
| Hinomisaki-jinja        | Izumo, Shimane         |                                |
| Mononobe-jinja          | Ōda, Shimane           | ichinomiya i Iwami-provinsen   |
| Susa-jinja              | Izumo, Shimane         |                                |
| Sada-jinja              | Matsue, Shimane        |                                |
| Iminomiya-jinja         | Shimonoseki, Yamaguchi |                                |
| Chiriku-hachimangu      | Miyaki, Saga           | ichinomiya i Buzen-provinsen   |
| Yusuhara-hachimangū     | Oita, Oita             | ichinomiya i Bungo-provinsen   |
| Fujisaki Hachiman-jinja | Kumamoto, Kumamoto     |                                |
| Tsuno-jinja             | Tsuno, Miyazaki        | ichinomiya i Hyūga-provinsen   |
| Hirasaki-jinja          | Ibusuki, Kagoshima     | ichinomiya i Satsuma-provinsen |
| Keijo-jinja             | Seoul, Korea           | finns ej mer                   |
| Ryūtōzan-jinja          | Busan, Korea           | finns ej mer                   |
| Taikyu-jinja            | Daegu, Korea           | finns ej mer                   |
| Heijō-jinja             | Pyongyang, Korea       | finns ej mer                   |
| Kōshū-jinja             | Gwangju, Korea         | finns ej mer                   |
| Kōgen-jinja             | Chuncheon, Korea       | finns ej mer                   |
| Zenshū-jinja            | Jeonju, Korea          | finns ej mer                   |
| Kankō-jinja             | Hamhung, Korea         | finns ej mer                   |
| Shinchiku-jinja         | Hsinchu, Taiwan        | finns ej mer                   |
| Taichu-jinja            | Taichung, Taiwan       | finns ej mer                   |
| Kagi-jinja              | Chiayi, Taiwan         | finns ej mer                   |

## "Min-sha"
Sho-sha (諸社) eller olika mindre helgedomar som rankas under dessa två nivåer av Kan-sha ("officiella statshelgedomar") kallas vanligtvis, men inofficiellt, för "folkhelgedomar" eller Min-sha (民社). Dessa lägre rankade helgedomar indelades till en början genom proklamationen den fjortonde dagen den femte månaden 1871 i fyra huvudgrader, "Metropol", "Klan" eller "Domän", "Prefektur" och "Distrikt"-helgedomar. Det överlägset största antalet helgedomar hade lägre rang än distriktshelgedom. Deras status förtydligades av lagen för distriktshelgedomar (郷社定則, Gōsha Teisoku) den fjärde dagen av den sjunde månaden 1871, enligt vilken "byhelgedomar" rankades under sina respektive "distriktshelgedomar", medan de mindre lokala helgedomarna eller Hokora rankades under "byhelgedomar".

### Metropolhelgedomar
"Metropolhelgedomar" var kända som Fu-sha (府社). Vid ett senare tillfälle klassades "prefekturshelgedomarna" tillsammans med "metropolhelgedomar" som "metropol och prefekturshelgedomar" eller Fuken-sha (府県社).

### Klan eller domänhelgedomar
"Klanhelgedomar" eller "domänhelgedomar" var kända som Han-sha (藩社). På grund av avskaffandet av han-systemet placerades aldrig några helgedomar i denna kategori.

### Prefekturshelgedomar
"Prefekturshelgedomar" var kända som Ken-sha (県社). Vid ett senare tillfälle klassificerades "prefekturshelgedomarna" tillsammans med "metropolhelgedomar" som "metropol och prefekturshelgedomar" eller Fuken-sha (府県社).

### Distriktshelgedom
"Distriktshelgedomar" var kända som Gō-sha (郷社).

### Byhelgedomar
"Byhelgedomar" var kända som Son-sha (村社) och rankades under deras respektive "distriktshelgedomar" i enlighet med lagen för distriktshelgedomar från den 4 juli 1871.

### Hokora eller oklassade helgedomar
Små lokala helgedomar kända som Hokora (祠) är rangordnade under byhelgedomar, i enlighet med lagen för distriktshelgedomar från 4 juli 1871. Vid ett senare tillfälle klassades helgedomar under rangen "byhelgedomar" som "Oklassificerade helgedomar" eller Mukaku-sha (無格社).

## Statistik
Nya helgedomar etablerades och befintliga helgedomar befordrades till högre rang vid olika tillfällen, men en ögonblicksbild från 1903 av de 193 297 helgedomar som fanns vid den tiden visar följande: 
- Kan-sha
  - Kejserliga helgedomar: 95
  - Nationella helgedomar: 75
- "Min-sha"
  - Metropol- och prefekturshelgedomar: 571
  - Distriktshelgedomar: 3 476
  - Byhelgedomar: 52 133
  - Oklassificerade helgedomar: 136 947